# Ancre (Vanne)
Pour les articles homonymes, voir Ancre.
L’Ancre est une rivière française du département Aube, dans la région Grand Est, et un affluent gauche de la Vanne (rivière), c'est-à-dire un sous-affluent du fleuve la Seine par l'Yonne.

## Géographie
De 15,9 kilomètres de longueur,
l'Ancre prend sa source entre les deux commune de Maraye-en-Othe et Bercenay-en-Othe à 201 mètres d'altitude, près du lieu-dit La Perrière.
Il coule globalement du sud-est vers le nord-ouest.
Il conflue sur la commune de Estissac, à 134 mètres d'altitude, près du lieu-dit le Boutoir.

### Communes et cantons traversés

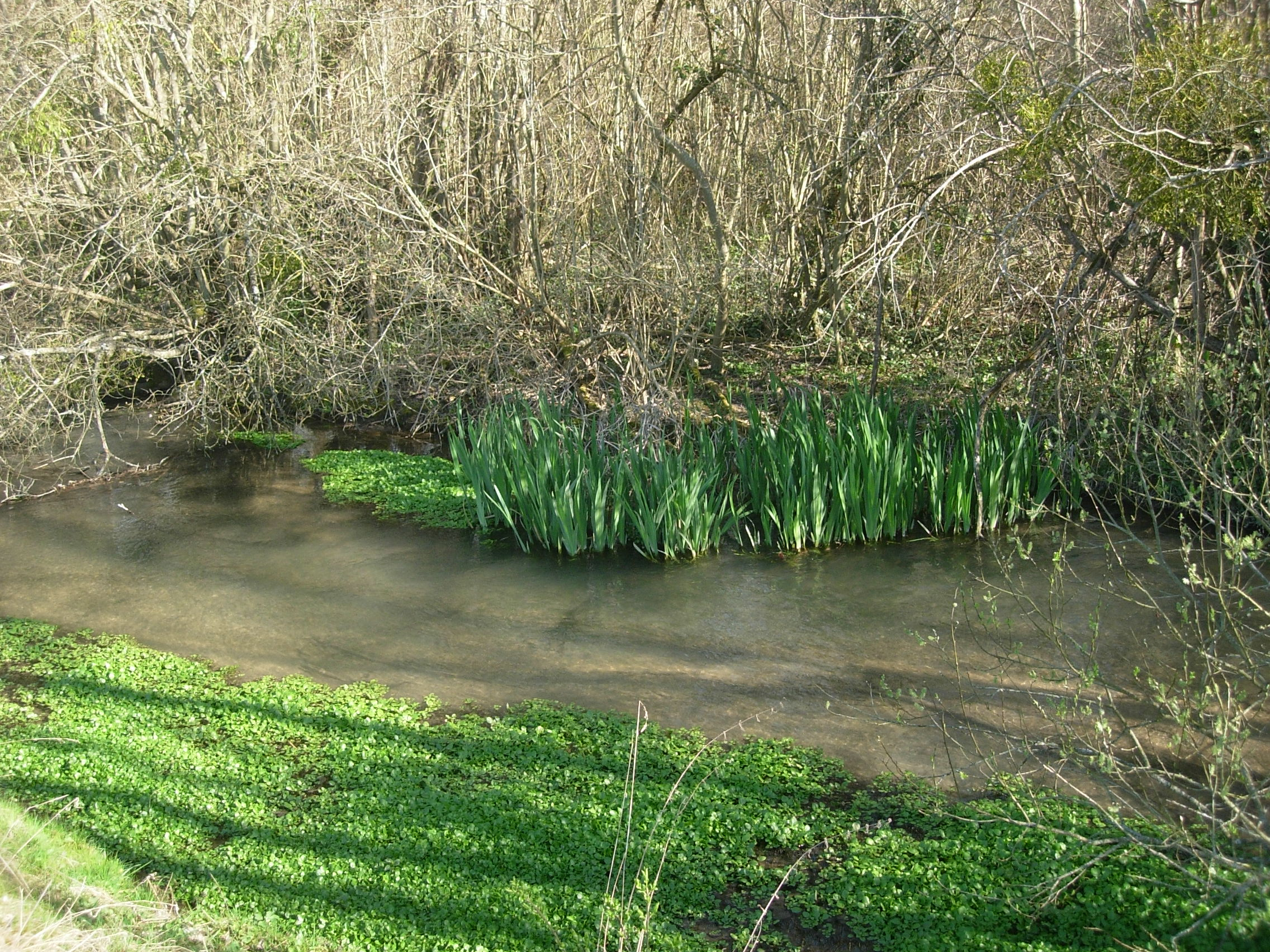
L'Ancre à Chennegy en 2009

Dans le seul département de l'Aube, l'Ancre traverse les quatre communes suivantes, dans deux cantons, dans le sens amont vers aval, de Maraye-en-Othe (source) , Bercenay-en-Othe, Chennegy, Estissac (confluence)
Soit en termes de cantons, l'Ancre prend source dans le canton d'Aix-en-Othe, traverse et conflue dans le canton d'Estissac, le tout dans l'arrondissement de Troyes.

### Bassin versant
La superficie du bassin versant « La Vanne de sa source au confluent de la Nosle (inclus) » (F355) est de 449 km2. 

### Organisme gestionnaire
Le bassin versant de la Vanne est géré par le Syndicat Intercommunal d’Assainissement et d’Irrigation de la Vanne et de ses Affluents (SIAIVA). Le président est Jean-Pierre Verrecke également maire de Neuville-sur-Vanne.

## Affluents
L'Ancre a trois affluents référencés ou plutôt un affluent et un bras (défluent et confluent donc) :
- le ru de Champcharme ou ru de Rommilly ou ru de l'Étang de la Cour (rg)[note 1], 5,8 km, sur les trois communes de Maraye-en-Othe, Bercenay-en-Othe, Chennegy.
- le bras de l'Ancre (rg), 0,9 km, sur les deux communes de Chennegy, Estissac.

### Rang de Strahler
Le rang de Strahler est donc de deux.

## Hydrologie

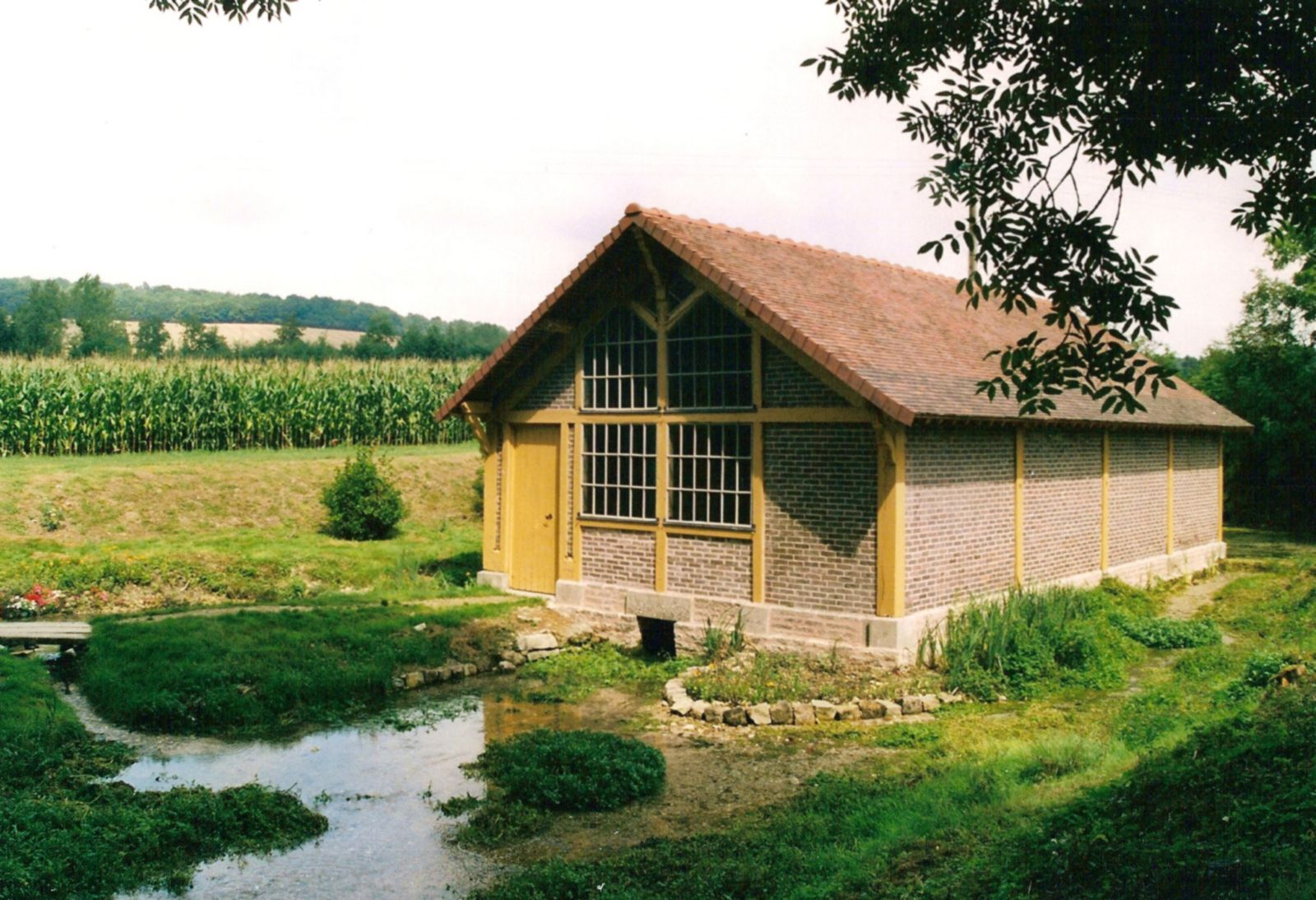
Lavoir sur l'Ancre à Chennegy en 2009

## Aménagements et écologie

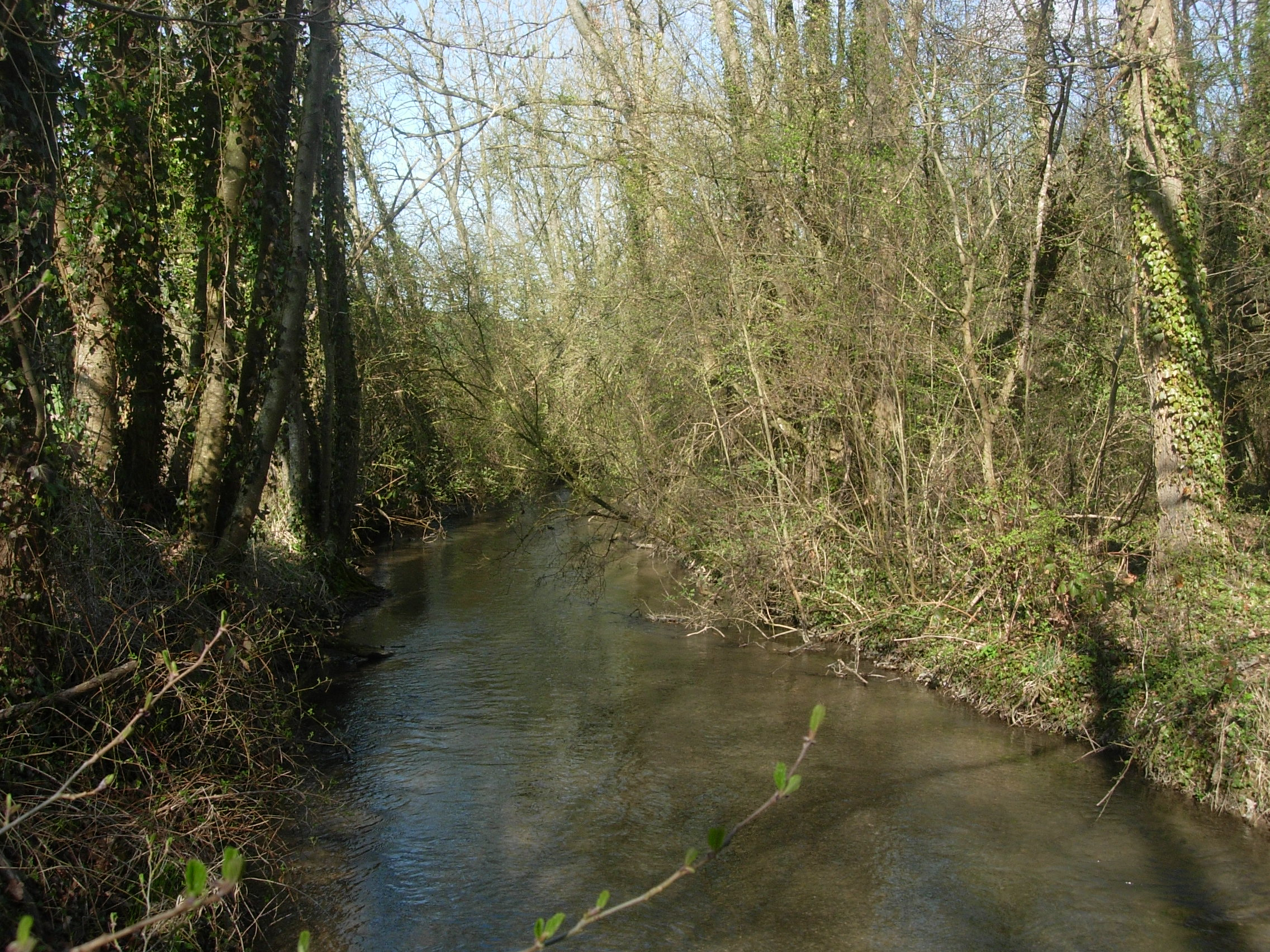
L'Ancre à Thuisy sur Estissac